# Centropomus ensiferus
Centropomus ensiferus är en fiskart som beskrevs av Poey, 1860. Centropomus ensiferus ingår i släktet Centropomus och familjen Centropomidae. Inga underarter finns listade i Catalogue of Life.